# Saddam Husajn
Saddam Husajn Abd al-Madżid at-Tikriti (arab. ‏صدام حسين عبد المجيد التكريتي‎; ur. 28 kwietnia 1937 w Al-Audży, zm. 30 grudnia 2006 w Al-Kazimijji) – iracki prawnik i polityk, Marszałek Iraku, prezydent Iraku w latach 1979–2003 oraz sekretarz generalny irackiego oddziału Partii Baas i przewodniczący irackiej Rady Dowództwa Rewolucji sprawujący władzę totalitarną, zbrodniarz wojenny.
Do władzy doszedł po objęciu władzy w Iraku przez partię Baas, oficjalnie głoszącą socjalizm arabski i panarabizm. Saddam odegrał znaczącą rolę w zamachu stanu przygotowanym przez tę partię w 1968. W latach 70. z jego inicjatywy znacjonalizowano przemysł naftowy w większości należący do zachodnich korporacji. Z pieniędzy pochodzących z ropy w szybkim tempie rozwinął gospodarkę Iraku. Husajn otoczył się w rządzie politykami wywodzącymi się z sunnickiej mniejszości kraju. Formalnie objął rządy w 1979, wtedy też miało miejsce apogeum jego władzy.
W 1980 rozpoczął wojnę z Iranem, która trwała do 1988 i do której był mniej lub bardziej jawnie namawiany oraz wspierany militarnie i politycznie przez USA oraz ZSRR obawiające się rozprzestrzenienia się irańskiej rewolucji islamskiej. W 1988 przeprowadził ludobójczą operację Al-Anfal, w trakcie której użyto broni chemicznej przeciwko kurdyjskim formacjom zbrojnym oraz ludności cywilnej. Po zakończeniu wojny z Iranem stracił poparcie Zachodu, został natomiast otoczony czcią przez część mieszkańców świata arabskiego.
W roku 1990 dokonał inwazji na Kuwejt, która zapoczątkowała I wojnę w Zatoce Perskiej, zakończoną zdecydowanym zwycięstwem międzynarodowej koalicji państw nad siłami irackimi i wyzwoleniem Kuwejtu.
Obalony w 2003 w wyniku inwazji międzynarodowej koalicji na czele z USA i Wielką Brytanią. W 2006 powieszony na podstawie wyroku Sądu Najwyższego.

## Życiorys

### Rodzina

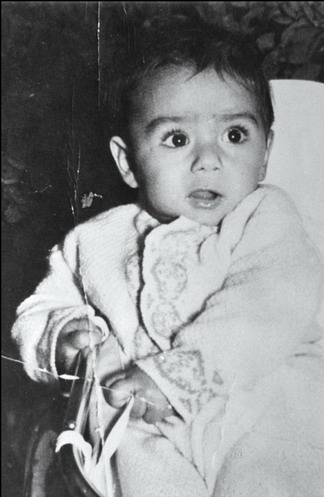
Saddam Husajn, 1940

Urodził się pod nazwiskiem at-Tikriti 28 kwietnia 1937 we wsi Al-Audża w pobliżu miasta Tikrit. Pochodził z rodziny bezrolnego hodowcy owiec z plemienia Al Bu Nasir. Syn Husajna al-Madżida at-Tikritiego i Subhy. Jego ojciec prawdopodobnie zostawił matkę jeszcze przed urodzeniem Saddama, a według wersji oficjalnej irackiego rządu, miał on zostać zabity przez bandytów. Według niektórych źródeł wszystkie imiona ojca Saddama zostały wymyślone przez rząd. Starszy brat przyszłego władcy Iraku zmarł na raka w wieku 12 lat.

### Dzieciństwo
Imię Saddam zostało mu nadane przez wujka lub przez matkę. Imię oznacza w arabskim tego, który walczy, tego który stawia czoło lub wytrwałego. Według niechętnych Husajnowi, jego matka w ciężkiej depresji próbowała dokonać aborcji, a nawet popełnić samobójstwo. Depresja pogłębiła się do tego stopnia, że kiedy Saddam się urodził, nie chciała nawet spojrzeć na noworodka. Wbrew tym tezom, Saddam już jako prezydent wybudował jej mauzoleum. Od matki zabrał go wuj Chajr Allah Tulfa, a od 1941 roku Saddam zamieszkał z rodziną wujka. Dom wujka opuścić musiał po tym gdy ten został skazany na karę pięciu lat pozbawienia wolności za udział w antybrytyjskim przewrocie wojskowym. Po aresztowaniu wujka powrócił do matki. W tym czasie matka wyszła ponownie za mąż, za Ibrahima Hasana który był stryjem Saddama, i poślubił, wedle miejscowego zwyczaju, żonę swego brata. Subha urodziła trzech przyrodnich braci Saddama: Sabawiego, Barzana i Watbana oraz dwie przyrodnie siostry: Nawalę i Samirę. Ojczym małego Saddama w przeszłości był wojskowym, posiadał małe gospodarstwo na którym Saddam wypasał bydło. Ojczym bił i poniżał młodego Saddama oraz zmuszał go do kradzieży.
W 1947 uciekł z domu do Tikritu w celu rozpoczęcia tam edukacji, na którą nie pozwalał mu ojczym. Saddam przybył do wuja Chajr Allaha który właśnie został zwolniony z więzienia. Wuj jednak odesłał go taksówką do ojczyma, a w dowód uznania wręczył mu pistolet (co w kulturze irackiej uznawane było za wejście młodzieńca w dorosłość). Po prośbach Husajna jego ojczym zezwolił mu na rozpoczęcie edukacji i z powrotem odesłał go do wuja, gdzie ukończył on szkołę podstawową. W wieku 15 lat po upadku z konia doznał paraliżu ręki i przez prawie dwa tygodnie był poddawany różnym ludowym zabiegom leczniczym. Gdy Husajn był już nastolatkiem, Chajr Allah przeniósł się z Tikritu do Bagdadu w celu objęcia tam pracy na stanowisku nauczyciela. Dwa lata później do Bagdadu przeniósł się również Saddam.

### Młodość – kariera wojskowa i początek działalności politycznej
Wuj Husajna po przybyciu do Bagdadu jako zagorzały zwolennik lewicowego prezydenta Egiptu, Gamala Abdela Nasera, dołączył do nacjonalistyczno-lewicowej partii Baas. Saddam na polecenie wuja, zabić miał działacza ruchu komunistycznego – prawdopodobnie innego z jego wujków, Saaduna. Saadun w lokalnych rozgrywkach politycznych miał ujawnić powiązania Chajr Allaha z wywiadem brytyjskim i opowiedzieć się przeciwko objęciu przez niego stanowiska dyrektora bagdadzkiej edukacji. Według różnych źródeł do zabójstwa dojść miało gdy Saddam miał dziewiętnaście lat i był uczniem czwartej klasy szkoły średniej, bądź po tym gdy został wyrzucony ze szkoły. Na krótko trafił do więzienia, jednak został zwolniony z powodu braku dowodów (w ówczesnym Iraku porachunki na tle rodzinnym czy politycznym były na porządku dziennym i nie były na ogół karane). Wuj zachęcił go w 1953 roku do wstąpienia do elitarnej akademii wojskowej w Bagdadzie, ale nie powiodło mu się na pierwszym egzaminie. Aby kontynuować naukę w następnym roku, poszedł do szkoły al-Karkh, która znana była jako ideologiczny bastion nacjonalizmu i panarabizmu.
Po raz pierwszy ożenił się z kuzynką Sadżidą Chajr Allah Talfa. Miał z nią dwóch synów: Kusaja i Udaja, którzy zajmowali za jego rządów wysokie stanowiska w państwie, oraz trzy córki (Raghat, Rana i Chrisnia). Kolejnymi żonami polityka były Samira Szachbandar, Nidal al-Hamdani i Wafa ei-Mullah al-Howeisz.

#### Zamach stanu i rządy Kasima
W 1956, 19-letni Saddam uczestniczył w nieudanej próbie zamachu stanu przeciwko królowi Fajsalowi II zorganizowanym przez grupę na czele z generałem Abd al-Karimem Kasim. Rok później został członkiem partii Baas. W drugim zamachu stanu zorganizowanym przez Kasima w 1958, wojskowi zdołali obalić króla (rewolucja 14 lipca). Baasiści w tym czasie wystąpili przeciw nowemu rządowi, który uznali za zdrajców idei panarabskich. Wcześniej (przy prawdopodobnym wsparciu CIA i w oparciu o często nieaktualne listy tej agencji) brał udział w atakach na komunistów i sympatyków lewicy niebaasistowskiej. W grudniu tego samego roku, w Tikricie, zabił jednego z wysoko postawionych urzędników administracji okręgowej, zagorzałego zwolennika Kasima. Po podejrzeniu popełnienia przestępstwa, policja aresztowała Husajna. Zwolniono go po sześciu miesiącach z braku dostatecznych dowodów. W październiku 1959 wziął udział w nieudanym zamachu na Kasima. W trakcie próby zamachu został ranny i skazany zaocznie na śmierć. Według oficjalnej wersji, ranny dotarł do rodzinnej wsi al-Audża, gdzie się ukrył. Z al-Audży przebrany za Beduina na motocyklu lub ukradzionym ośle trafił do stolicy Syrii Damaszku, będącego w tym czasie głównym ośrodkiem baasizmu. 21 lutego 1960 przybył do Kairu w Egipcie (Syria i Egipt tworzyły wówczas Zjednoczoną Republikę Arabską), gdzie uczył się przez rok w liceum Qasr Al-Nil, a następnie otrzymał świadectwo maturalne. Po ukończeniu liceum zapisał się na Wydział Prawa Uniwersytetu w Kairze, gdzie studiował przez dwa lata. Otrzymał niepełne wykształcenie prawnicze. W Kairze ze zwykłego partyjnego funkcjonariusza wyrósł na znaczącego działacza, stając się członkiem komitetu kierowniczego Baas w Egipcie. Co jakiś czas opuszczał Egipt i udawał się na studia do Bejrutu w Libanie, gdzie według jednej z wersji nawiązała z nim kontakt CIA – Amerykanie zrozpaczeni po upadku prozachodniej monarchii i utworzeniu antyzachodniego rządu generała Kasima, szukali w baasistach wsparcia opierając się na ich antykomunistycznym programie politycznym. Niewykluczone, że dzięki agencji zyskał środki na prowadzenie działalności partii. Pewne wsparcie otrzymał też od rządu Egiptu, który politycznie sympatyzował z lewicującymi członkami Baas.

#### Krótkotrwały okres współrządzenia baasistów i odsunięcie ich od władzy
W 1963, po obaleniu Kasima przez partię Baas i wojsko w wyniku zamachu stanu, zdecydował się na powrót do kraju. Na krótki okres został śledczym w więzieniu Kasr al-Nihaja. Mimo entuzjazmu Saddama, już siedem dni później, armia iracka pod kierownictwem generała Abd as-Salam Arifa, odsunęła baasistów od władzy. Armia nie uznała socjalistyczno-radykalnych postulatów partii i chęci zjednoczenia świata arabskiego pod egidą naserowskiego Egiptu.
W warunkach głębokiej konspiracji, zaczął tworzyć faktycznie nową partię. Na IV Kongresie Panarabskim partii w Damaszku wystąpił z przemówieniem, w którym poddał krytyce działalność Alego Saliha as-Sadiego, sekretarza generalnego irackiej partii Baas. Miesiąc później 11 listopada 1963 z rekomendacji Kongresu Panarabskiego (Narodowego), Regionalny Kongres irackiej partii zwolnił as-Sadiego ze stanowiska sekretarza generalnego partii, czyniąc go odpowiedzialnym za przestępstwa popełnione w miesiącach utrzymywania się baasistów u władzy. Działalność Saddama Husajna na Kongresie Panarabskim wywarła silne wrażenie na założycielu i sekretarzu generalnym partii Michelu Aflaku. Od tego czasu wytworzyły się między nimi silne więzi, które nie zostały zerwane aż do śmierci Aflaka. W lutym 1964 panarabskie władze Baas postanowiły stworzyć nowe irackie kierownictwo partii składające się z pięciu osób, wśród których byli popularni w kraju generał Ahmad Hasan al-Bakr i Husajn, który to został zaproponowany w wytycznych Aflaka.

#### Pobyt w więzieniu
Po dwóch nieudanych próbach przejęcia władzy w Bagdadzie, został aresztowany i trafił do izolatki. Mimo odsiadki utrzymywał kontakt z partią Baas w Syrii oraz z przebywającym w areszcie domowym liderem irackich baasistów. W 1966 uciekł podczas transportu więźniów przez miasto. We wrześniu został wybrany zastępcą sekretarza generalnego irackiej Baas, Ahmada Hasana al-Bakra. Powierzono mu do prowadzenia specjalny aparat partyjny o nazwie Dżihaz Hanin – był to tajny aparat, składający się z najbardziej oddanych kadr. Husajn zajmował się wówczas sprawami wywiadu i kontrwywiadu oraz walką z sympatyzującymi z komunistami organizacjami studenckimi. Na krótko przed zwycięskim dla baasistów zamachem stanu w 1968, w partii doszło do starcia między skrzydłem syryjskim (lewicowym) a irackim (prawicowym). W wyniku wzmocnienia lewicy w Syrii fotel lidera stracił prawicowiec Aflak, który opuścił kraj i przeniósł się do Iraku, gdzie przyczynił się do triumfu sił prawicowych w partii. Umożliwiło to Husajnowi jako przedstawicielowi partyjnej prawicy dalszy awans w partyjnej hierarchii.

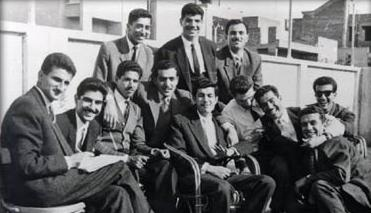
Husajn wraz z kolegami w trakcie studiów w Kairze, przełom lat 50. i 60.

### Rewolucja 1968 i okres współrządzenia u boku al-Bakra

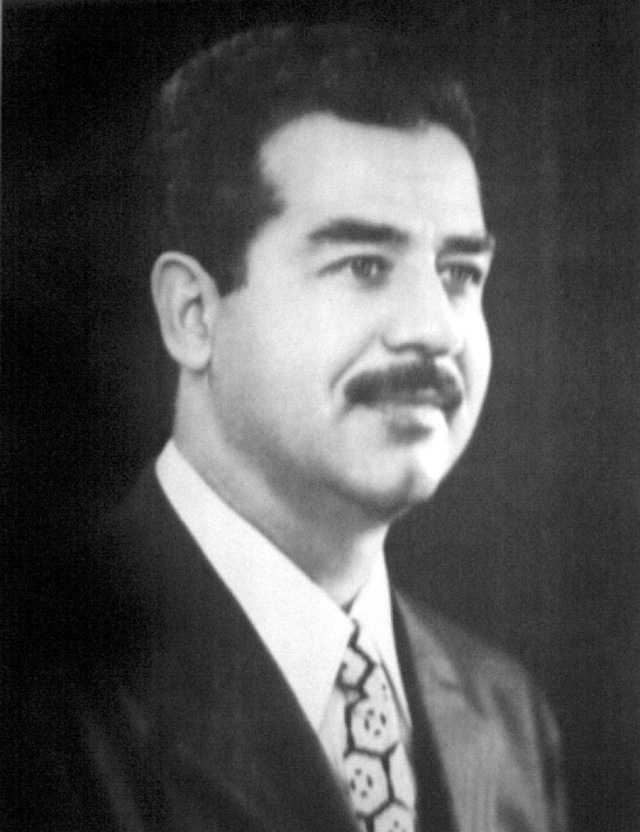
Saddam Husajn, 1974

17 lipca 1968 w wyniku bezkrwawego zamachu stanu Baas ponownie doszedł do władzy. Według wersji oficjalnej, znalazł się w pierwszym szeregu szturmującym pałac prezydencki. Radio Bagdad zajęte przez baasistów ogłosiło, że partia Baas „przejęła władzę i położyła kres słabym i skorumpowanym reżimom, które reprezentowały kliki ignorantów, analfabetów, chciwców, złodziei, szpiegów i syjonistów”. Prezydent Abd ar-Rahman Arif został wydalony z kraju. Będąc u władzy baasiści od razu zaczęli zwalczać potencjalnych rywali. 14 dni po przewrocie Najjif, Daud i Nasir al-Hani zostali odsunięci od władzy. Władza skupiła się w rękach al-Bakra. Puczyści na czele z al-Bakrem sformowali Radę Dowództwa Rewolucji, kierowaną przez Ahmada Hasana al-Bakra.
Saddam, zastępca al-Bakra po partyjnej i państwowej linii, odpowiadał za bezpieczeństwo wewnętrzne w kraju. Kontrola nad służbami specjalnymi pozwoliła Saddamowi Husajnowi skoncentrować realną władzę w swoich rękach. Zaczynając od jesieni 1968 irackie służby specjalne przeprowadziły na szeroką skalę serię czystek, w rezultacie których aresztowano wiele osób, które w mniemaniu Baas mogły przedstawiać dla niej zagrożenie, także w szeregu wybitnych działaczy samej Baas. Szczególny rozgłos otrzymał „odkryty” przez Saddama tzw. „syjonistyczny spisek”. Dla wielu obwinionych o współpracę z izraelskimi służbami specjalnymi Żydów oznaczało to wyroki śmierci, co spotkało się z entuzjazmem tłumów Irakijczyków. Spore grono osób pochodzenia żydowskiego trafiło do więzień. Sam Husajn stał się znany w Izraelu po tym, gdy nakazał wypuścić z wizytowanego więzienia jednego z osadzonych – Żyda o nazwisku Tawin. Tawin otrzymał paszport i bilet lotniczy do Izraela. Jak się okazało, Husajn rozpoznał w więźniu swojego znajomego z okresu pobytu w stolicy. Wydarzenie to zdobyło rozgłos w mediach i spowodowało, że w Iraku i innych krajach ugruntował się wizerunek Husajna jako działacza humanitarnego (co potem okazało się mitem).

Husajn i Mustafa Barzani w trakcie rozmów o autonomii Kurdystanu w 1970 roku

W okresie porewolucyjnym kontynuował naukę i w 1969 ukończył studia na Uniwersytecie Bagdadzkim na którym otrzymał dyplom prawnika i zajął stanowisko zastępcy przewodniczącego Rady Dowództwa Rewolucyjnego i zastępcy Sekretarza Generalnego kierownictwa Baas. W latach 1971–1978, przeszedł szkolenie w akademii wojskowej w Bagdadzie. Ważnym krokiem na drodze Saddama do zdobycia pozycji lidera partii i państwa było podpisanie z przywódcą Demokratycznej Partii Kurdystanu, Mustafą Barzanim umowy z 11 marca 1970 proklamującej autonomię Kurdystanu Irackiego. Umowa zakończyła trwającą dziewięć lat wojnę z kurdyjskimi rebeliantami.

#### Polityka zagraniczna

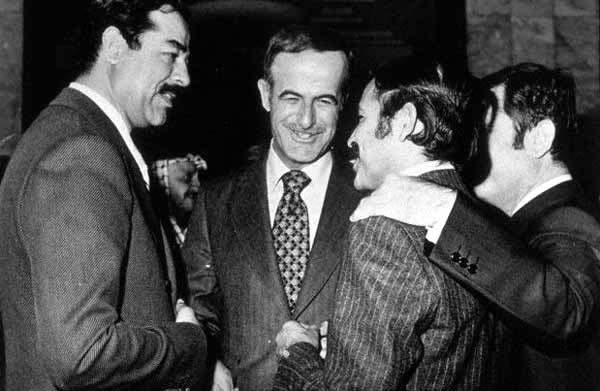
Husajn w 1978 roku w trakcie szczytu Ligi Arabskiej, obok niego syryjski prezydent Hafiz al-Asad, minister spraw zagranicznych Algierii Abd al-Aziz Buteflika i wiceprezydent Syrii Abd al-Halim Chaddam

Jako druga osoba w państwie odpowiadał za politykę zagraniczną Iraku. Szczególnie trudne okazały się relacje z baasistowską Syrią. Według Syryjczyków przywódcy Iraku nie zasługiwali na zaufanie. Wrogość między obydwoma państwami rządzonymi przez oddziały tej samej organizacji jeszcze się pogłębiła, gdy Irak stał się celem emigracji syryjskich baasistów odsuniętych od władzy w 1966. W 1973 w trakcie wojny Jom Kipur Irak wysłał jednostki pancerne na front syryjski, jednakże wojska izraelskie zdołały je odeprzeć i rozbić. Mimo to udział tych oddziałów w walkach miał duże znaczenie, chociaż rząd syryjski nigdy nie przyznał tego publicznie. Ani Egipt, ani Syria nie konsultowały się również z Irakiem przed zawieszeniem broni, co zostało w Bagdadzie przyjęte źle. W 1978 w Bagdadzie obradował szczyt Ligi Arabskiej.
W lutym 1972 Saddam Husajn przebywał z wizytą w Moskwie. Rezultatem tej wizyty i rewizyty w Bagdadzie premiera ZSRR Aleksieja Kosygina było podpisanie 9 kwietnia radziecko-irackiego traktatu o przyjaźni i współpracy zapewniającego wszechstronne radzieckie wsparcie dla reżimu irackiego. Według jednej z wersji przeciwny nawiązaniu stosunków z ZSRR był prezydent kraju – w trakcie jednej z ostrych dyskusji zdenerwowany Husajn miał wyciągnąć broń i strzelić w przedramię dyskutanta. Opierając się na wsparciu ZSRR, Husajn znacjonalizował przemysł naftowy i przezbroił iracką armię. Dzięki układowi z ZSRR, Husajn pozbył się wroga wewnętrznego – Irackiej Partii Komunistycznej, którzy tworzyli w Iraku najlepiej zorganizowaną w państwach arabskich partię o tym profilu. Związane to było z bezpośrednią możliwością ingerencji Związku Radzieckiego w sprawy irackie. Dzięki układowi Moskwa wpłynęła na komunistów którzy zdecydowali się na wejście w tymczasowy sojusz z baasistami. Po długich debatach wewnątrzpartyjnych komuniści w 1974 weszli w skład Narodowego Frontu Postępowego, przez co zostali wchłonięci przez partię Baas i przestali liczyć się jako samodzielna partia. W 1975 w ramach pogłębienia relacji z blokiem wschodnim, Irak zyskał status obserwatora w Radzie Wzajemnej Pomocy Gospodarczej.
Zainteresowane Bliskim Wschodem USA nie były zachwycone radykalnymi działaniami irackiego rządu. Układ Iraku z ZSRR, zbliżony do tych, które Związek Radziecki zawierał z krajami bloku wschodniego, zachwiał układ sił w regionie. Rząd Stanów Zjednoczonych wraz z władcą Iranu opracował strategię osłabienia Iraku. Jednym z jej elementów było wsparcie Kurdów niechętnych wobec rządu. Kurdowie otrzymali wsparcie militarne (w postaci broni i doradców wojskowych) i finansowe ze strony CIA i Iranu. Irak nie pozostawał dłużny Iranowi. Jeszcze przed kryzysem na zaproszenie Husajna do Iraku trafiali przedstawiciele irańskiej opozycji, w tym m.in. Tejmur Bachtijar, któremu zaproponowano utworzenie zbrojnej organizacji antyrządowej. Pod wpływem prezydenta al-Bakra, Irak stopniowo zdystansował się od ZSRR i rozpoczął proces poprawy stosunków z USA. Rewolucja doprowadziła do pogorszenia się relacji z Izraelem (w którym prasa początkowo wyrażała się o Saddamie pozytywnie) a rząd tego kraju rozpoczął finansowanie kurdyjskich separatystów.

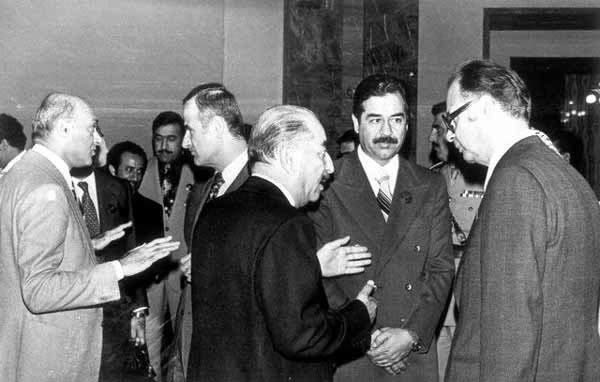
Husajn na szczycie Ligi Arabskiej w Bagdadzie, na fotografii widoczni są również prezydent Ahmad Hasan al-Bakr, prezydent Syrii Hafiz al-Asad oraz premier Libanu, Salim al-Huss

Dobre relacje nawiązał z rządzonymi przez Indirę Gandhi Indiami. Wrogie stosunki utrzymywał natomiast z Pakistanem. Gdy w lutym 1973 premier tego państwa Zulfikar Ali Bhutto nakazał armii stłumić rebelię do której doszło w Beludżystanie, wojska pakistańskie miały rzekomo odkryć skład broni pochodzącej z Iraku. Szach Iranu obawiający się rozprzestrzeniania się tendencji separatystycznych w irańskim Beludżystanie, wspomógł armię pakistańską. Irak w odpowiedzi na irańskie wsparcie, wysłał na pomoc separatystom broń transportowaną poprzez porty Pakistanu. Pakistańskiej flocie udało się zachować skuteczną blokadę portów. Husajn uważał, że wspierając separatystów beludżyjskich przyczyni się do eskalacji konfliktu na obszar Iranu. W 1973 Irak dostarczył siłom Beludżów broń konwencjonalną oraz otworzył w Bagdadzie biuro Frontu Wyzwolenia Beludżystanu (BLF). Iracka operacja wsparcia wojskowego miała zostać ukryta w tajemnicy, jednak w 1973 została wykryta przez pakistańskie służby specjalne MI po tym jak jeden z przywódców separatystów, Akbar Bugati poinformował o broni przechowywanej w irackiej ambasadzie. O północy 9 lutego 1973 wojsko pakistańskie rozpoczęło operację zajęcia ambasady. Pakistańczykom udało się aresztować ambasadora, jego wojskowego attaché i personel dyplomatyczny. Władze odkryły magazyn liczący 300 radzieckich pistoletów maszynowych z pięcioma tysiącami naboi oraz pokaźną sumą pieniędzy, które miały być rozprowadzone pośród grup separatystów w Beludżystanie. Bhutto nakazał żandarmerii natychmiast wyrzucić z kraju irackiego ambasadora i jego personel. Rząd iracki pomimo rozbicia magazynu ogłosił dalsze plany wspierania separatystów. Wydarzenia z lat 70. przyczyniły się do wspierania przez Pakistan Iranu w czasie wojny iracko-irańskiej w 1980 i wsparcia inwazji Stanów Zjednoczonych na Irak w 2003.

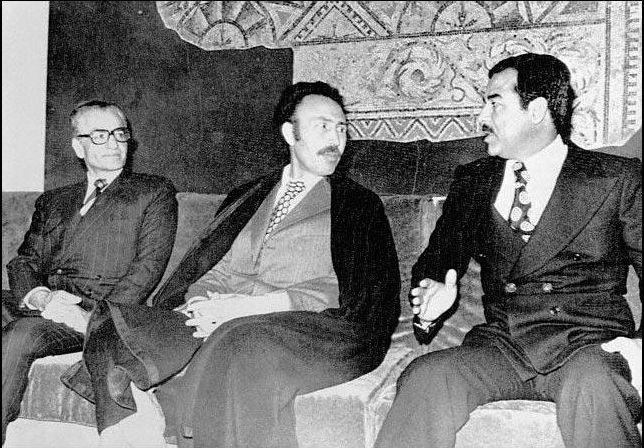
Husajn w 1975 roku w trakcie rozmów iracko-irańskich, na zdjęciu widoczny jest również prezydent Algierii Huari Bumedien i szach Iranu Mohammad Reza Pahlawi

Od marca 1974 do marca następnego roku miały miejsce ciężkie walki z kurdyjskimi powstańcami wspieranymi przez Iran. Zwycięstwo nad nimi Saddamowi udało się osiągnąć dzięki podpisaniu 6 marca 1975 Umowy Algierskiej z szachem Mohammadem Rezą Pahlawim. W opracowaniu rozejmu rolę mediatora sprawował algierski prezydent Huari Bumedien. Iran w zamian za zrzeczenie się przez Irak prawa do części szlaku wodnego w Szatt al-Arab wycofał swoje wsparcie dla rebeliantów. Umowa doprowadziła do polepszenia się wzajemnych relacji, a w 1978 gdy w Iranie doszło do wzrostu nastrojów opozycyjnych, tamtejszy monarcha poprosił Husajna o pomoc w rozprawie z wrogami własnego rządu. Husajn nakazał wydalenie z kraju ajatollaha Ruhollaha Chomeiniego. Chomeini, a także inni z przywódców religijnej opozycji przebywało w An-Nadżafie, wydalenie tych szyickich duchownych doprowadziło do wybuchu w mieście buntu zorganizowanego przez lokalnych szyitów. Husajn wysłał do An-Nadżafu generała Alego Hasana al-Madżida, który zaprowadził tam porządek poprzez uwięzienie tamtejszego ajatollaha Muhammada Bakira as-Sadra i jego najbliższych współpracowników.

Husajn w 1975 roku wraz z szachem Iranu

Jedyną w całym życiu wizytę w kraju zachodnim złożył w 1975, gdy przyjechał do Paryża, aby spotkać się tam ze swoim przyjacielem, premierem Jacques’em Chirakiem. Dobre relacje z Francją spowodowane były m.in. przyjęciem przez ten kraj opcji proarabskiej po kryzysie naftowym z 1973. W drugiej połowie lat siedemdziesiątych Irak zakupił od Francji dwa reaktory jądrowe typu „Ozyrys”.
W czasie wojny o niepodległość Erytrei wsparł Erytrejski Front Wyzwolenia walczący najpierw z oddziałami cesarskimi, a następnie Dergiem.

#### Reformy ekonomiczne
1 czerwca 1972 rozpoczął proces nacjonalizacji zachodnich firm paliwowych, które do tej pory miały w Iraku monopol. W wyniku nacjonalizacji w przeciągu dwóch lat dochody z ropy wzrosły aż dziesięciokrotnie. Aktywnie przyczyniał się do modernizacji gospodarki kraju. Nadzorował także modernizację regionów wiejskich, mechanizację rolnictwa i dystrybucję ziemi. Jego zasługą są też znaczące przemiany w przemyśle energetycznym oraz w usługach publicznych takich jak transport i edukacja. Mimo formalnie socjalistycznego charakteru partii Baas, w kraju dominował wolny rynek – wynikało to głównie z sunnickiego wyznania przedstawicieli rządu. Polityka ta poprawiła warunki życia nie tylko rządzącej elity, ale także zwykłych obywateli. W 1974 na budownictwo mieszkaniowe przeznaczono dziewięciokrotnie wyższy nakład niż dwa lata wcześniej, na transport jedenastokrotnie, a na inwestycje przemysłowe, zakłady, infrastrukturę i fabryki dwunastokrotnie. Znacznie poprawiał się też poziom życia. Husajn zyskał popularność jako dobry wujek – przywódca pokazywał się w zakładach pracy, szkołach czy szpitalach. Wdawał się w dyskusję z przeciętnymi obywatelami. Z przekazów wiadomo, że niekiedy Husajn wdawał się w dyskusje z obywatelami a gdy ci narzekali na problemy życiowe – załatwiał im dobrze płatne posady. Z tego powodu Husajn w latach 70. uznawany był za szanowanego i lubianego polityka, który był na ogół podziwiany. W połowie lat 70. Irak wykupił od firmy Karkar Electronics z San Francisco najnowocześniejsze w ówczesnym świecie radiotelefony. W ten sposób znacznie rozbudowano komunikację i łączność w kraju.

#### Charakter rządów
Aby skupić w rękach Partii Baas większe poparcie utworzył w 1974 Narodowy Front Postępowy. Front skupiał Partię Baas, Partię Komunistyczną (do czasu jej rozbicia przez baasistów), partie kurdyjskie – Partię Rewolucyjną i prorządowe sekcje centrowej Partii Demokratycznej.
Jako członek rządu brał udział w licznych kampaniach społecznych poświęconych m.in. promocji edukacji i literatury wśród kobiecej części populacji.
Mimo antykomunistycznego światopoglądu do końca lat 70. utrzymywał pozytywne stosunki z ZSRR i pozostawał w formalnym sojuszu z miejscowymi komunistami. Dzięki pomocy KGB pod przewodnictwem Jurija Andropowa funkcjonariusze iraccy odbyli szkolenia w NRD, a do kraju przybywali niemieccy specjaliści. Służby otrzymały też pomoc z Kuby (według niektórych źródeł również z afrykańskiej Angoli) z której to przywódcą Husajn się zaprzyjaźnił.

Husajn i al-Bakr w 1978

W 1979, gdy prezydent Ahmed Hassan al-Bakr ogłosił swoje odejście na emeryturę, 42-letni wówczas Saddam uzyskał stanowisko przewodniczącego partii i prezydenta. Uzyskanie władzy umożliwiła mu przeprowadzona w 1978 antyhusajnowska kampania komunistów, zarzucających Husajnowi kapitalizm i krytykujących kampanie militarne przeciwko Kurdom. Na skutek represji wielu działaczy komunistycznych zostało aresztowanych lub straconych (za nielegalną agitację wśród żołnierzy, zabronioną w 1976). Pozostali działacze zbiegli za granicę. Po rozbiciu partii komunistycznej, relacje iracko-radzieckie znacznie się pogorszyły, a Irak przybrał kurs bardziej prozachodni, który utrzymywał do inwazji w 1991. Antykomunistyczne represje doprowadziły do powstania antyrządowych oddziałów partyzanckich, aktywnych do 1988.

### Okres rządów dyktatorskich

#### Budowa jedności narodowej
Do tej pory czołowe stanowiska w państwie z reguły pełnili członkowie klanu Tikriti (do którego należał Husajn), którzy zdominowali na początku lat 70. wojsko, służby specjalne i partię Baas. Po przejęciu władzy, w połowie lat 70. Husajn polecił mediom aby przestały nazywać go nazwiskiem Tikriti – które związane było z jego pochodzeniem plemiennym – lecz po prostu per Saddam Husajn. Przywódca pomniejszył w ten sposób plemienny charakter rządu i jego struktur, chcąc zapewnić większą konsolidację „narodu irackiego”. W trakcie swoich rządów Husajn wydał szereg decyzji o odbudowaniu oraz odtwarzaniu budowli i świątyń z okresu starożytnej Babilonii, do której dziedzictwa odwoływała się iracka Baas. Na skutek modernizacji partii i otworzenie jej na mniejszości wyznaniowe poprzez eliminację odwołań do religii i narodu w jej programie, liczebność partii wzrosła z pięciu tysięcy (w okresie rewolucji) do półtora miliona zwolenników. Jednocześnie wokół prezydenta narodził się pewien rodzaj kultu jednostki. Kampania ta (przynajmniej na początku) stworzyła dla wielu Irakijczyków poczucie wspólnej państwowości.

#### Gospodarka

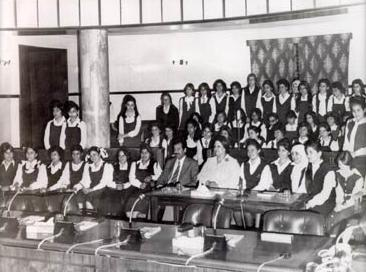
Saddam w trakcie spotkania poświęconego promocji edukacji wśród kobiet, lata 70.

Husajn doprowadził do znaczącego wzrostu gospodarczego. Powołał dysponujący olbrzymimi środkami pieniężnymi Komitet Rozwoju Strategicznego. W kraju zastosowano najnowsze rozwiązania komunikacyjne, a drogi i autostrady Iraku przewyższały nowoczesnością te, które znajdowały się w USA. Parametry jakościowe irackich dróg uznano za najlepsze na globie. Wybudował liczącą tysiąc dwieście kilometrów autostradę od Basry do granic Jordanii. W budowie autostrad uczestniczyli m.in. Polacy. Autostrady nadawały się też do użytku wojskowego (co na niekorzyść Irakijczyków w 2003 wykorzystały amerykańskie czołgi). Do Iraku masowo przybywali robotnicy z Egiptu (w 1990 w Iraku znajdowało się ich już półtora miliona), a także Palestyńczycy, wielu Egipcjan zostało funkcjonariuszami bezpieki, wojskowymi czy policjantami. Dzięki szybkiemu rozwojowi gospodarczemu stale zwiększał siłę wojska.

#### Program atomowy
W 1979 w Ośrodku Badań Jądrowych im. 17 lipca, 18 kilometrów na południowy wschód od Bagdadu rozpoczęła się budowa kompleksu dla 40-megawatowego reaktora chłodzonego wodą. Irakijczycy nadali reaktorowi nazwę Tammuz 1, na cześć miesiąca w kalendarzu babilońskim, podczas którego partia Baas doszła do władzy w 1968. Oficjalnie twierdzono, że jedynym przeznaczeniem reaktorów są badania. Umowa między Francją a Irakiem nie przewidywała programów militarnych. Według obserwatorów, Irak nie miał możliwości rozwijania broni jądrowej. Dyrektor generalny MAEA potwierdził, że inspekcje jądrowych reaktorów badawczych w pobliżu Bagdadu, nie wykazały żadnych nieprawidłowości.

#### Polityka zagraniczna
W celu większej legitymizacji swojego rządu za granicą Husajn opłacał szereg arabskich wydawców, artystów, poetów, pisarzy, czy dziennikarzy z krajów arabskich, zachodnich i socjalistycznych. Zaproszono też do kraju zagranicznych dziennikarzy, głównie libańskich, których celem było wzmocnienie reputacji Husajna. W krajach arabskich Husajn toczył batalię propagandową. W wojnie libańskiej rząd Iraku wsparł siły walczące przeciwko jego osobistemu rywalowi do przewodzenia państwom arabskim, Hafizowi al-Asadowi. Wrogi Izraelowi Husajn w Libanie poparł te same stronnictwa które wsparł rząd izraelski, byli to m.in. maronici i libańscy chrześcijanie. Ze względu na udział w konflikcie w Libanie zyskał sobie sympatię dużej części przedstawicieli narodu, którzy rozsiani po całym świecie pisali artykuły mu poświęcone czy też przekonywali polityków świata zachodniego do uznania dla polityki rządu Iraku. Wielu Libańczyków zasiliło też służby Iraku.
Gościnnie traktował zagranicznych dziennikarzy, a zwłaszcza gwiazdy czy komentatorów światowej sławy. Był on dla nich uprzejmy i otwarty. Jako jeden z nielicznych prezydentów krajów muzułmańskich pozwolił kobietom na ubieranie się w zachodnim stylu, dopuścił spożywanie alkoholu bez prawnych ograniczeń, budował luksusowe hotele i nocne kluby, zezwalał obywatelom na zagraniczne studia. Do lat 90. miał dobrą opinię w krajach arabskich i zachodnich. W medialnej popularności dorównywał mu tylko przywódca Libii Mu’ammar al-Kaddafi.
Jego zaciętym wrogiem dalej pozostawał Izrael. Agenci tamtejszego wywiadu, Mosadu w 1979 dokonali zamachu na iracki statek w jednym z portów w Tulonie we Francji. Na statku znajdował się sprzęt potrzebny do konstrukcji reaktora atomowego w którego budowie uczestniczyli Francuzi. W 1980 agenci Mosadu zabili w Paryżu Egipcjanina – naukowca pracującego dla rządu Iraku w dziedzinie budowy broni atomowej (wielu Egipcjan z tej dziedziny pracowało dla Iraku po tym, gdy rząd Sadata zawiesił prace nad tą bronią). Saddam finansował palestyńskie ruchy narodowowyzwoleńcze w tym radykalną Organizację Abu Nidala.

#### Konflikt z radykalnymi szyitami

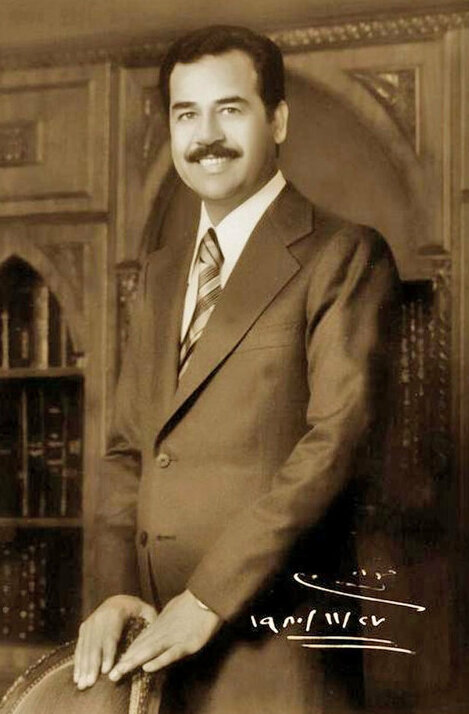
Saddam Husajn w 1980

Spójności państwa i poczuciu jedności jego obywateli kres położyła irańska rewolucja islamska. Pod jej wpływem wielu szyitów stanęło w opozycji przeciwko zdominowanemu przez sunnitów rządowi, na południu kraju doszło do fali buntów szyickich. Choć początkowo stosunki między obydwoma państwami były dość dobre, wkrótce dały o sobie znać różnice ideologiczne – rząd irański składał się z szyickich islamistów, natomiast rząd Iraku był rządem świeckim. Na początku 1980 między krajami doszło do kilku starć granicznych. Rząd uznał nowo powstały rząd Iranu za słaby – kraj był pogrążony w stanie ciągłych zamieszek, a przywódcy tego kraju wyrzucili z wojska tysiące oficerów i żołnierzy którzy nie podzielali ich poglądów.
Irańczycy wysyłali do Iraku szyicką propagandę religijną oraz finansowali szyitów. W kilku szyickich miastach doszło do rebelii zwolenników secesji i zjednoczenia z Iranem. W odpowiedzi doszło do deportacji stu tysięcy szyitów do Iranu, rozpoczęto także proces podburzania Arabów zamieszkujących Chuzestan (zwany również jako Arabistan, region ten był do 1924 autonomicznym księstwem Persji) przeciwko teokratycznemu rządowi. Husajn rozpoczął akcje przeciwko szyickiej grupie al Dawa al Islamijja (Głos Islamski). W rezultacie szyici przeprowadzali coraz śmielsze akcje terrorystyczne. W trakcie wizyty szefa dyplomacji, Tarika Aziza na uniwersytecie al-Mustansirija w Bagdadzie, ekstremiści dokonali nieudanego zamachu na jego życie. Następnie terroryści przeprowadzili nieudany zamach na ministra informacji, Nusifa al-Dżasima. Na początku wiosny 1980 doszło do serii szyickich zamachów, w której zginęło wielu polityków i urzędników. W odwecie Husajn nakazał zabić ajatollaha Sadra.
Na krótko przed spodziewaną wojną z Iranem rozpoczął akcję zbierania poparcia. Na łamach międzynarodowych spotkań ogłaszał, że teokratyczne państwo to plaga ludzkości. Kampanię wymierzoną przeciwko Iranowi umożliwił sam reżim tego państwa – skrajni szyici wydalili z rządu polityków centrystycznych, a ich miejsce zajęli fanatycy religijni. Dzięki radykalizacji Iranu zdobył nieformalny tytuł przywódcy i obrońcy świata cywilizacji arabskiej. Choć Irak znalazł się przez pewien czas w stanie izolacji po swoich atakach na rząd Egiptu i tamtejszego prezydenta, Anwara Sadata (po porozumieniu w Camp David, które Egipcjanie zawarli z Izraelem a które Husajn uznał za zdradę), szybko odzyskał międzynarodowe poparcie. Wraz z wieloma państwami kręgu cywilizacji islamskiej i arabskiej potępił radziecką interwencję w Afganistanie z zimy 1979. W roku starcia z Iranem rząd Iraku ogłosił doktrynę programu panarabskiego w którym wezwał do sojuszu wszystkich przywódców świata arabskiego w celu zwalczania prób obcych ingerencji w sprawy wewnętrzne Arabów. Husajn zdobył się nawet na poprawę stosunków z Arabią Saudyjską, monarchią skrajnie religijną, która nie pozostawała w dobrych stosunkach z sekularystami z Iraku. U Saudyjczyków wywalczył wsparcie finansowe (kilka miliardów dolarów amerykańskich) oraz ułatwienia dla transportu przez terytorium królestwa.
Równocześnie zyskano też przychylność Amerykanów. W lecie 1980 w Jordanii z Husajnem spotkał się Zbigniew Brzeziński oraz agenci CIA, których znał z wczesnej działalności politycznej.

#### Wojna z Iranem
Przywódcy ZSRR, USA i państw Europy Zachodniej bardziej niż Iraku obawiali się rozprzestrzenienia irańskiej rewolucji islamskiej. Dlatego, mniej lub bardziej jawnie, zachęcali Saddama do wojny z Iranem i wspierali go politycznie oraz militarnie. W zakres dostaw wchodziły najnowsze technologie oraz broń, również chemiczna (gaz musztardowy) i biologiczna (wąglik). Husajn zachęcony przez światowe mocarstwa uznał, że wojna zakończy się szybkim zwycięstwem Iraku i 22 września 1980 rozpoczął inwazję na Iran. Celem ataku miało być nie tylko umocnienie pozycji Iraku w Zatoce Perskiej, ale też w całym świecie arabskim. Husajn dążył do odzyskania kontroli Iraku nad obszarem Szatt al-Arab, który ten ostatni niegdyś utracił na rzecz Iranu. W czasie działań wojennych Irak, przy milczącym poparciu krajów zachodnich, masowo używał swego chemicznego arsenału. Według anonimowego źródła amerykańskiego, Irak użył informacji wywiadowczych CIA dla podniesienia efektywności ataku.

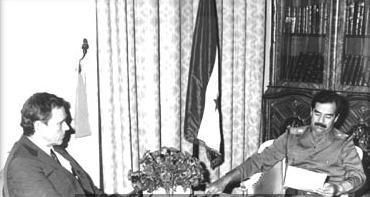
Husajn i przedstawiciel amerykańskiego rządu w trakcie afery Iran-Contras, 1986

W okresie wojny aby uzyskać poparcie religijnych mieszkańców krajów (sam był zwolennikiem laicyzmu, lecz był wierzący) nakazał zamknięcie nocnych klubów czy też ograniczył sprzedaż alkoholi. Było to niezbędne i było warunkiem uzyskania pomocy ze strony królestwa Saudów. Często w mediach ukazywały się obrazy modlącego się Saddama. Genealodzy stwierdzili że przodkowie Saddama wywodzą się z rodziny Kurajszytów, z której wywodził się m.in. Mahomet. Sam Husajn ogłosił się jednym z potomków Alego, imama będącego przywódcą religijnym szyizmu. Częściowa rezygnacja z sekularyzmu okazała się jednak błędem, do którego przyznał się sam prezydent. Irak stracił na świecie wizerunek kraju otwartego na świat, a irańscy szyici uznali go za heretyka (sam Saddam był sunnitą).
W obliczu klęsk na froncie oraz ataku Izraela na Liban, 20 września 1982 Husajn ogłosił wycofanie swojej armii na granicę międzynarodową i wyraził gotowość rozmów pokojowych. Zaoferował nawet wspólny atak na Izrael, co zostało jednak odrzucone przez ajatollaha (wbrew radom jego rządu). Porażki wojsk irackich spowodowane były wykorzystaniem przez Iran fanatycznych ochotników – w tym dzieci – które wprost nacierały na irackich żołnierzy. Ajatollah obiecał tym, którzy zginęli w wojnie z Irakiem, pójście prosto do raju. W trakcie walk w tym okresie sam Husajn znalazł się na pierwszej linii frontu pośród okrążenia irańskiego. Na skutek kontrofensyw Irakijczycy zdołali odnieść nad Iranem znaczne zwycięstwa i zrezygnowali z rozmów pokojowych.
W czasie wojny Irak udzielił wsparcia i schronienia partyzantom z grupy Ludowi Mudżahedini opozycyjnym wobec rządom Iranu i pozwolił na funkcjonowaniu w kraju baz organizacji, z których rebelianci atakowali pozycje rządowe. W 1986 roku Husajn osobiście spotkał się w Bagdadzie z liderem grupy, Masudem Radżawim. Według niektórych źródeł, również były premier Iranu, a następnie opozycjonista, Szapur Bachtijar, otrzymywał od Husajna spore wsparcie finansowe.
W 1986 w trakcie walk o półwysep Fao na pomoc Irakijczykom przyszli Egipcjanie. Agenci wywiadu tego kraju poza przekazaniem amunicji zorganizowali też spotkanie Iraku z dyplomatami z Izraela. Rozmowy odbyły się w Genewie w Szwajcarii. Przedstawiciele nienawidzących się wzajemnie państw spotkali się ponownie dwa lata później. Po spotkaniu Husajn stwierdził – Jestem przekonany, że syjoniści i Izraelczycy zaczynają żałować, że przyczynili się do przedłużenia wojny. Izraelski minister obrony Icchak Rabin stwierdził w odpowiedzi Zmieniłem zdanie. Kontynuacja wojny irańsko-irackiej nie służy już interesom Izraela, ponieważ napędza wyścig zbrojeń. Po próbach zamachu na życie prezydenta, z pomocą Egiptu rządzonego wówczas przez Husniego Mubaraka, rząd Iraku zreformował ochronę Husajna – utworzono specjalne jednostki Gwardii Republikańskiej, sformowane spośród członków Partii Baas i uzbrojone w najnowszy sprzęt wojskowy wyprodukowany we Francji.
Wojna pochłonęła wiele ofiar, była kosztowna dla obu stron i skończyła się brakiem rozstrzygnięcia, najczęściej jednak na arenie międzynarodowej i w Iraku uznana została za sukces wojsk irackich.

#### Operacja Opera
Konflikt iracko-irański wykorzystali Izraelczycy, którzy w czerwcu 1981 dokonali ataku na reaktor atomowy w miejscowości Osirak. Reaktor ten już rok wcześniej był atakowany przez lotnictwo irańskie, jednak bezskutecznie. Wysłane przez rząd Izraela samoloty F-16 i F-15 wtargnęły na obszar Iraku przez teren Arabii Saudyjskiej. W wyniku ataku w gruzach legł iracki program atomowy. Stosunki z Izraelem w okresie wojny z Iranem stały się fatalne nie tylko ze względu na atak, ale także i to że według irackiego wywiadu Izrael wsparł Iran dostawami wojskowymi o wartości milionów dolarów amerykańskich. Na konflikt izraelsko-iracki ze spokojem patrzył rząd USA, a lotnictwo Izraela dokładne miejsce reaktora atomowego poznało ze zdjęć satelitarnych dostarczonych przez CIA. Działania Izraela zostały potępione przez społeczność międzynarodową. Po ataku Arabia Saudyjska (której władca zdał sobie sprawę, że Amerykanie śledzący obszar lotniczy Saudów celowo nie poinformowali ich o locie izraelskich wojsk lotniczych) obiecała Irakowi pieniądze na odbudowę kompleksu. Francja z kolei obiecała stronie irackiej nowy program budowy potęgi atomowej Iraku a jej rząd stwierdził, że jedynym celem reaktora były badania naukowe, zaś umowa między Francją a Irakiem wykluczała jego wykorzystanie do celów wojskowych. Opinię Francji potwierdziła Wielka Brytania, twierdząc że Irak nie miał możliwości rozwijania broni atomowej. Opinię rządów Francji i Wielkiej Brytanii potwierdziła też MAEA, która wcześniej prowadziła inspekcje irackich reaktorów. Ponadto, Rada Bezpieczeństwa Organizacji Narodów Zjednoczonych stanowczo potępiła atak jako wyraźne pogwałcenie Karty, przyznając Irakowi prawa do odpowiedniego zadośćuczynienia za spowodowane zniszczenia. W dalszej części rezolucji wezwano Izrael do udostępnienia własnych obiektów jądrowych w ramach MAEA.

##### Wsparcie Zachodu
Choć Stany Zjednoczone popierały Husajna, ich celem było osłabienie nie tylko Iranu, ale też Iraku. Politykę tę popierała część proamerykańskich krajów arabskich tj. Kuwejt, Arabia Saudyjska czy Egipt – kraje te obawiały się rewolucji islamskiej, ale wojowniczy prezydent też je przerażał. W 1983 aby zyskać dalsze wsparcie Zachodu, Irak wydalił Abu Nidala, jednego z najsłynniejszych terrorystów palestyńskich, który wyjechał do Libii. Po wydaleniu Nidala do stolicy Iraku przybył przedstawiciel rządu USA, a rok później do USA przybył wicepremier Iraku, spotykając się z prezydentem Ronaldem Reaganem, Henrym Kissingerem i George’em Schultzem. W trakcie spotkania oficjalnie wznowiono zerwane w 1967 stosunki pomiędzy oboma rządami. Husajn uzyskał kredyty i pożyczki nie tylko od rządu USA, ale też m.in. banków włoskich, Kuwejtu i Zjednoczonych Emiratów Arabskich.
Cieszący się uznaniem międzynarodowym Irak otrzymał i kupował sprzęt wojskowy m.in. od ZSRR, Francji, USA, Niemiec, Chin, Brazylii, Argentyny, Szwajcarii, Danii i Szwecji. W przeciągu roku Irak potrafił wydać na armię aż czternaście miliardów USD. Rząd Iraku przerabiał broń, a także produkował oryginalne konstrukcje irackie. Husajn zatrudniał zagranicznych ekspertów, m.in. Kanadyjczyka Geralda Bulla (przerobił on rakietę Scud B, której to wersję nazwał al Husajn – rakiety były w stanie dosięgnąć Izrael). Kanadyjczyk opracowywał też konstrukcję działa kosmicznego, który byłoby w stanie wystrzelić w kosmos obiekty tj. statek kosmiczny. Dużym prestiżem cieszyli się także krajowi naukowcy – Samir Saadi i Szabib Azzawi.
Pod koniec lat 80. na światło dzienne wyszła afera Iran-Contras. Jak się okazało, USA będące sojusznikiem Iraku potajemnie (i zresztą nielegalnie), sprzedawały broń Iranowi. W zamian za to USA oczekiwało pomocy w uwolnieniu zakładników, uprowadzonych w Bejrucie przez bojowników Hezbollahu. Pieniądze uzyskane z tych transakcji przekazywano na wspomaganie nikaraguańskich rebeliantów Contras.

##### Walki z opozycją w latach 80. i 90.
Iracka opozycja działała w różnych formach – wojnie partyzanckiej, aktach sabotażu, poprzez terroryzm, dezercje z armii i sił paramilitarnych (organizacje takie jak Fedaini Saddama i Armia Narodowa). Największe siły rebelianckie miały siedzibę w Kurdystanie i reprezentowane były przez Demokratyczną Partię Kurdystanu i Patriotyczną Unię Kurdystanu. Innymi grupami paramilitarnymi były m.in. Iracka Partia Komunistyczna (która dysponowała własnymi siłami partyzanckimi Al-Ansar), szyicka partia Zew Islamu i Partia Umma (z siedzibą w Londynie). Problemem owych grup był brak współpracy pomiędzy nimi. Wyjątkiem była współpraca Partii Komunistycznej i Kurdyjskiej Partii Demokratycznej na skutek której komuniści przenieśli swoje bazy w region Kurdystanu (w pozostałych regionach kraju komuniści byli rutynowo tłumieni przez rząd). Rząd Husajna nie był w stanie w pełni kontrolować obszarów kurdyjskich, zwłaszcza po powstaniu z 1983. Problemem dla opozycji stały się także tajne służby, znane w świecie arabskim jako najbardziej skuteczne. Lepiej od opozycji świeckiej zorganizowana była opozycja religijna. Fanatycy religijni zyskiwali poklask z powodu świeckiego charakteru rządu Husajna. W czasie wojny z Iranem, rząd Iraku zwiększył pewien stopień wolności religijnej w celu zwiększenia oporu społecznego przeciw wojskom wroga. Jego rząd w walce z opozycją stosował opresyjne metody walki, w tym tortury. Pod koniec 1987 nakazał użycie broni chemicznej również przeciwko domagającym się niepodległości Kurdom. W 1988 jego kuzyn, Ali Hasan al-Madżid dokonał ataku gazowego na Kurdów w Halabdży, zyskując sobie przydomek chemicznego Alego. Również w 1988 wojsko irackie przeprowadziło przeciwko Kurdom operację Al-Anfal, której ofiarą padło, według różnych źródeł, od 50 tys. do 200 tys. osób.

#### Wojna z Kuwejtem

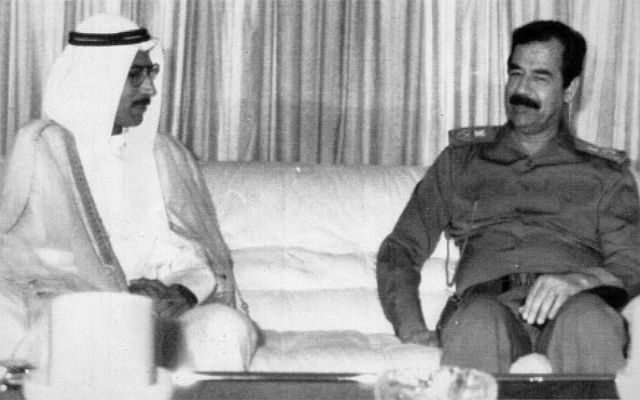
Saddam i premier krótkotrwałej Republiki Kuwejtu Ala Husajn Ali (1990)

Po zakończeniu wojny z Iranem stosunki Husajna z Zachodem stały się bardziej napięte. W marcu tego roku w belgijskiej stolicy agenci Izraela dokonali zamachu na pochodzącego z Kanady irackiego inżyniera Bulla. USA przestało popierać Husajna w sierpniu 1990 – choć jeszcze w lipcu prezydent USA chwalił rząd Husajna, a stosunki między państwami były bardzo dobre. Husajn po tym, jak w krajach zachodnich stracił wyraźnie na znaczeniu, zaczął straszyć USA przejściem na stronę ZSRR (co nie było wiarygodną groźbą, gdyż liberalny lider ZSRR, Michaił Gorbaczow nie był w stanie utrzymywać stanu zimnej wojny z USA). Opuszczony przez Zachód Husajn skupił się na współpracy z państwami arabskimi, czego przejawem było utworzenie w 1989 Rady Współpracy Arabskiej. Organizację współtworzyli król Jordanii, Husajn I, prezydent Egiptu Husni Mubarak i prezydent Jemenu Północnego Ali Abd Allah Salih.
W 1990 Irak wysunął roszczenia w stosunku do terytorium Kuwejtu. Saddam wydał rozkaz zajęcia jego terytorium siłą, co spotkało się z powszechną aprobatą narodu irackiego. Prezydent usprawiedliwiał atak bezprawnym wykorzystywaniem przez Kuwejt spornego, przygranicznego pola naftowego Ar-Rumajla (był to element iracko-kuwejckiego sporu granicznego; Saddam Husajn zarzucił Kuwejtowi kradzież irackich zasobów ropy naftowej z pola naftowego Ar-Rumajla oraz manipulację przy przebiegu iracko-kuwejckiej linii granicznej). Prezydent zgłosił także pretensje Iraku do wysp Al-Warba oraz Bubijan. Innym argumentem wysuwanym przez przywódcę Iraku za przyłączeniem Kuwejtu do tego kraju jako kolejnej prowincji był aspekt historyczny – obszar Kuwejtu przez pewien czas wchodził w skład osmańskiej prowincji Al-Basry. Po dokonaniu aneksji, nowo utworzonej prowincji nadano historyczną nazwę Al-Kazima, nawiązującą do tego historycznego faktu. Sam Irak po zakończeniu kosztownej wojny z Irańską Republiką Islamską był krajem zadłużonym, zaś jednym z krajów które udzieliły Irakowi największych pożyczek, był właśnie Kuwejt (zadłużenie Iraku względem Kuwejtu wynosiło 10 miliardów dolarów). Podporządkowanie tego kraju mogły stanowić częściowe rozwiązanie problemu zadłużenia Iraku. Irak zarzucał też Kuwejtowi naruszanie limitu określonego przez OPEC w wydobywaniu ropy naftowej. Ważnym czynnikiem była również kwestia niezagospodarowanego potencjału irackiego w postaci dużej, przeszkolonej, dozbrojonej oraz zorganizowanej armii, pozostałej po zakończeniu poprzedniej wojny.
Do bezpośredniego ataku doszło 2 sierpnia 1990 o 4:00 rano. Równocześnie w Kuwejcie miejsce miał wojskowy pucz panarabskich puczystów z pułkownikiem Alą Husajnem Alim. Husajn Ali w przeszłości odbył studia w Bagdadzie gdzie został członkiem partii Baas. W trakcie inwazji rząd Iraku oświadczył, że wysłał wojska do Kuwejtu w celu wsparcia wewnętrznego zamachu stanu na życzenie puczystów. Oddziały irackie stanowiły zarówno Armia Narodowa – słabo uzbrojone „pospolite ruszenie” – jak i elitarna Gwardia Republikańska, oraz regularne oddziały armii. Po zakończeniu inwazji w celu reorganizacji kuwejckich służb do kraju przybyły oddziały Al-Muchabarat, czyli służby bezpieczeństwa rządu Baas z Sabawim Ibrahim al-Tikritim na czele (przyrodni brat Saddama). Władzę Kuwejtu schroniły się w Arabii Saudyjskiej. Iracka armia zniszczyła marynarkę wojenną kraju oraz część jego wyrzutni rakiet. Po zajęciu Kuwejtu 4 sierpnia powołano Republikę Kuwejtu z Tymczasowym Rządem Wolnego Kuwejtu na czele. Dotychczasowy rząd monarchistyczny uciekł do sąsiedniej Arabii Saudyjskiej gdzie utworzył kuwejcki rząd na uchodźstwie. Emir Kuwejtu przez proirackie władze oskarżony został o działania antyludowe, antydemokratyczne, proimperialistyczne i syjonistyczne. Dotychczasowy rząd oskarżony został również o defraudację środków państwowych w celu osobistego wzbogacenia się rodziny. Irakijczycy wraz z puczystami utworzyli w miejsce dotychczasowego wojska, nową formację zwaną Armią Ludową oraz nadali prawa obywatelskie arabskim emigrantom przebywającym w kraju. Państwowość Republiki Kuwejtu nie była długa, gdyż jeszcze w tym samym miesiącu została ona włączona jako prowincja do Iraku a jej gubernatorem został Ali Hassan al-Madżid (przywódca republiki, Husajn Ali został wicepremierem Iraku).
Działania Iraku na arenie międzynarodowej poparł Jemen, Jordania, Mauretania (spowodowało to międzynarodową izolację kraju, w rezultacie czego państwo w połowie lat 90. porzuciło proiracką politykę) i OWP. Przebywający na terytorium Kuwejtu cudzoziemcy zostali uznani przez Irak za zakładników. Znana stała się sytuacja, ukazywana w irackiej telewizji – Husajn odwiedzający przetrzymywanych zakładników, nazywający ich „gośćmi”, głaszczący po głowie przestraszonego chłopca, Brytyjczyka, Stuarta Lockwooda. 23 października rozpoczęło się zwalnianie zagranicznych zakładników, zaś wszyscy oni zostali zwolnieni 6 grudnia 1990. ONZ nakazała Irakowi wycofanie się z Kuwejtu. Spośród stałych członków Rady jedynie Chińska Republika Ludowa wstrzymała się od głosu w tej sprawie (za byli dotychczasowi sojusznicy Iraku – ZSRR i USA). Przeciwko rezolucji zagłosowały Kuba i Jemen. Większość w ONZ opowiedziała się za antyirackimi sankcjami, wśród większości znalazły się też państwa Europy środkowo-wschodniej, byli członkowie Układu Warszawskiego oraz Jugosławia, które dotychczas utrzymywały z Irakiem dobre relacje. Do opuszczenia Kuwejtu oraz restauracji dotychczasowego monarchistycznego rządu wezwała rezolucja Rady Bezpieczeństwa ONZ nr 678. Po zajęciu Kuwejtu, w ostatnim okresie przed upływem terminu ultimatum dotyczącego wycofania się wojsk irackich z tego kraju, Saddam Husajn starał się powiązać kwestię zajęcia Kuwejtu z kwestią powstania niepodległego państwa palestyńskiego (co spotkało się z aprobatą przywódcy Organizacji Wyzwolenia Palestyny, Jasira Arafata oraz króla Jordanii, Husajna I). Starał się również wykreować siebie jako bohatera Arabów, walczącego o Bliski Wschód z zachodnim najeźdźcą (zdecydował się również na zbombardowanie Tel Awiwu, licząc na zbrojną odpowiedź Izraela oraz zaangażowanie innych krajów regionu w konflikt).
Większość Arabów z entuzjazmem przyjęła iracki atak na Kuwejt i popierała Husajna. Dzięki atakowi na Kuwejt Saddam uzyskał szacunek pośród Arabów jakiego od czasów Nasera nie zebrał żaden z liderów Bliskiego Wschodu. Partia Baas zyskała na sile w Jemenie i Libanie. Husajn zyskał też na znaczeniu po tym, gdy wsparł Palestyńczyków – nawet w obliczu własnych problemów finansowych Husajn był w Palestynie uznawany za bohatera większego od lidera ruchu narodowowyzwoleńczego, Arafata. Husajn był na tyle odważny, że po interwencji zachodu był w stanie zbombardować rakietami miasta na terenie Izraela. Rozentuzjazmowane tłumy na Bliskim Wschodzie zanosiły za niego modły i nosiły portrety przedstawiające dyktatora. Inaczej sytuacja wyglądała w wielu arabskich rządach, które potępiały iracki rząd uzyskując w zamian za to różne profity – np. Egiptowi umorzono długi, a Syrii będącej bojkotowaną zezwolono na udział w rozmowach dyplomatycznych. Irak zaczął być przedstawiany jako państwo agresywne, szczególnie gdy na teren zajętego Kuwejtu zaczęły wchodzić kolejne jednostki irackie z garnizonów wewnątrz Iraku – rodziło to obawy, że mogą one dokonać ataku na Arabię Saudyjską. W rezultacie Liga Państw Arabskich na specjalnej poświęconej Kuwejtowi konwencji w Kairze wezwała Irak do opuszczenia terytorium Kuwejtu. Po upływie terminu wyznaczonego Irakowi przez ONZ na opuszczenie Kuwejtu przez siły irackie, wojska ONZ w których decydującą rolę odgrywały Stany Zjednoczone rozpoczęły operację Desert Storm. Wojska koalicji zadały armii irackiej klęskę oraz odbiły Kuwejt, po czym się zatrzymały. Sam Husajn w trakcie wojny wezwał wszystkich muzułmanów do świętej wojny z zachodem interweniującym w Kuwejcie.

Flaga Iraku ustanowiona w 1991

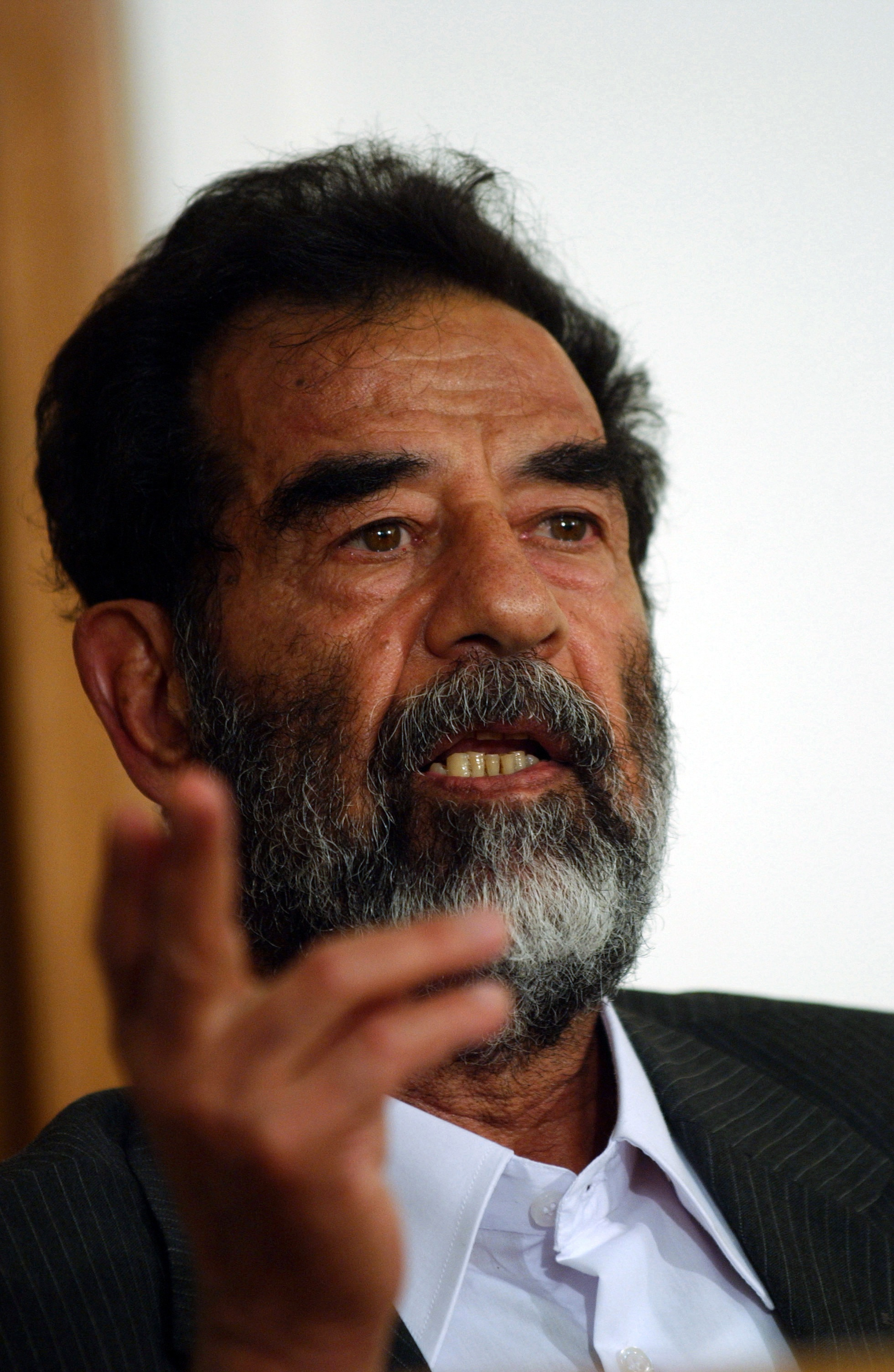
Saddam Husajn w lipcu 2004

#### Okres między I a II wojną w Zatoce Perskiej
Po klęsce w I wojnie w Zatoce Perskiej doszło do ponownej aktywizacji szyickich przeciwników rządu z organizacji al Daawa działającej z obszarów Iranu. Tuż po klęsce w wojnie doszło do rebelii szyickiej w mieście An-Nadżaf, która została jednak szybko stłumiona przez siły rządowe. W jednym z szyickich zamachów ciężko raniony został wicepremier Tarik Aziz, a według części źródeł w 1996 postrzelony został syn Saddama, Udaj. W 1991 wybuchło ponadto kolejne kurdyjskie powstanie, w wyniku którego rząd utracił kontrolę nad sporymi połaciami tego regionu, w Kurdystanie irackim swoje bazy wypadowe założyła Partia Pracujących Kurdystanu tocząca wojnę z Turcją, a obszar stał się faktyczną autonomią znajdującą się pod kontrolą ugrupowań Kurdów. Stacjonowanie oddziałów Partii Pracujących Kurdystanu w irackim Kurdystanie doprowadziło jesienią 1992 roku do tureckiej operacji w tym regionie, która spowodowała śmierć 1551 i aresztowanie ponad 1232 kurdyjskich bojowników.
W 1991 z jego inicjatywy wprowadzono nową flagę państwową. Zawierała ona trzy zielone gwiazdy symbolizujące jedność, wolność i socjalizm – motto partii Baas, a także słowa Allahu Akbar (napis ten miał formę odręcznego pisma Saddama).
Pod koniec lat 90. w Iraku doszło do pewnej liberalizacji systemu politycznego, przeprowadzono reformy konstytucji, gazety i obywatele mogli otwarciej krytykować rząd, ogłoszono amnestię dla więźniów i przeprowadzono też referendum w którym zwyciężył Husajn. Wielu przedstawicieli światowej opinii publicznej zaczęło mówić o demokratyzacji Iraku. Do kraju ponownie przyjeżdżali zagraniczni dziennikarze. Rząd w błyskawicznym tempie odbudował infrastrukturę zniszczoną po nalotach USA. Wybudowano także wiele nowych szkół i szpitali.
W 2000 miał zlecić atak terrorystyczny na praską siedzibę Radia Wolna Europa w celu powstrzymania audycji radiowych nadawanych stamtąd na terytorium Iraku. Spisek został wykryty przez kontrwywiad Czech i nie doszedł do skutku.

#### Eskalacja konfliktu z Izraelem
Saddam wsparł trwającą od końca lat 80. do początku lat 90. palestyńską pierwszą intifadę. W 1993 roku rząd Iraku potępił porozumienia z Oslo zawarte między rządem Izraela a OWP. Izrael w latach 90. podjął się szeregu prób zabójstwa Saddama. W połowie lat 90. zarówno premier Binjamin Netanjahu, jak i lider opozycji, Ehud Barak uważali że zabójstwo zapewni Izraelowi bezpieczeństwo. W 1992 oddział sił specjalnych Sajeret Matkal próbował zabić Husajna za pomocą pocisków wystrzelonych przez Izraelczyków z wyrzutni rakiet. Wskutek błędu Izraelczyków w trakcie wystrzelenia pocisków na pustyni Negew zginęło pięciu komandosów wojsk Izraela. Później okazało się, że Husajn pojawił się dokładnie w tym samym miejscu i czasie, gdzie planowano wystrzelić kolejną rakietę. Na początku XXI wieku Irak prowadził finansowe wsparcie dla palestyńskiej intifady Al-Aksa, wsparcie odbywało się za pośrednictwem palestyńskiej organizacji Arabski Front Wyzwolenia będącej sekcją irackiej partii Baas.

#### Działania wywiadu USA
Od początku lat 90. służby USA wielokrotnie próbowały pozbyć się Husajna drogą zabójstwa. Próby te według niemieckiego specjalisty, profesora medycyny sądowej, Dietera Buhmana były o tyle trudne, że prezydent posiadał trzech dublerów. Amerykanie jednak uznali, że skrytobójcza eliminacja przywódcy będzie tańsza finansowo niż zbrojna interwencja. Według New York Times od 1991 CIA wydało na próby zabójstwa Husajna aż sto milionów dolarów. Husajn nie pozostawał USA dłużny, w 1993 w rocznicę odbicia Kuwejtu przez zachodnie wojska, wywiad Iraku zaplanował zamach na byłego prezydenta USA, George’a H.W. Busha, który wizytował emirat Kuwejtu. Spisek wywiadu odkryto w ostatniej chwili i zapobieżono mu. W 1996 służby USA i Wielkiej Brytanii wspólnie próbowały zabić prezydenta w stolicy Jordanii. Rząd Iraku aresztował kilkuset z uczestników spisku. Do kolejnej operacji doszło na północy Iraku w 1998, jednakże agenci wywiadu irackiego przeniknęli do siatki wywiadowczej CIA i zlikwidowali wszystkich działaczy kurdyjskich którzy nawiązali kontakt z wywiadem. W 1998 służby wywiadowcze Stanów Zjednoczonych znalazły się niemal o krok od morderstwa prezydenta Iraku. Wystrzelona przez wywiad rakieta trafiła w obiekt odwiedzany przez prezydenta. Akcje Amerykanów były podejmowane niezgodnie z amerykańskim prawem które zabraniało uczestnictwa rządu USA i jego armii w zabójstwie obcego przywódcy w czasie pokoju.

#### II wojna w Zatoce Perskiej
W październiku 2002 Amerykanie przyjęli strategię polegającą na opłaceniu Irakijczyków, którzy zabiją Husajna. 20 marca 2003 Amerykanie przygotowali zamach na jego życie. W dom na przedmieściach stolicy, w którym znajdował się Saddam, uderzyła rakieta Tomahawk. Decyzję o zamachu na życie wydał osobiście prezydent George W. Bush. Husajn jednak przeżył zamach. Utracił faktyczną władzę w wyniku ataku USA i jego sojuszników na Irak wiosną 2003. W odpowiedzi na amerykańskie bombardowania odpowiedział bombardowaniem Kuwejtu i wezwał do prowadzenia antyamerykańskiego dżihadu. W okresie na krótko po inwazji nie został aresztowany i ukrywał się wraz ze zwolennikami. Inwazję potępił Bahrajn, który zaoferował Husajnowi azyl. W okresie bezpośrednio po zajęciu Bagdadu pojawiła się taśma wideo pokazująca ponoć Saddama Husajna w dniu zdobycia miasta, 9 kwietnia. Później rozpowszechniano liczne taśmy wideo i audio z wystąpieniami Saddama Husajna, lecz ich autentyczność była niepotwierdzona. Obaj synowie Husajna zginęli 22 lipca 2003 w wyniku amerykańskiego ataku powietrznego na ich kryjówkę. 13 grudnia 2003 ok. 18:27, po ośmiu miesiącach poszukiwań Saddam Husajn został pojmany przez amerykańskich żołnierzy na farmie oddalonej 15 kilometrów od jego rodzinnego Tikritu. Znaleziono go leżącego w głębokiej na dwa metry ziemiance z wentylacją. Niedaleko kryjówki stała taksówka z 750 tysiącami dolarów w bagażniku. Były prezydent Iraku nie stawiał oporu. Prezydentowi co prawda azyl oferowały Zjednoczone Emiraty Arabskie, Husajn wybrał jednak pozostanie w kraju do końca. 30 czerwca 2004 doszło do formalnego przekazania Husajna i jedenastu jego współpracowników władzom irackim.

##### Proces i śmierć

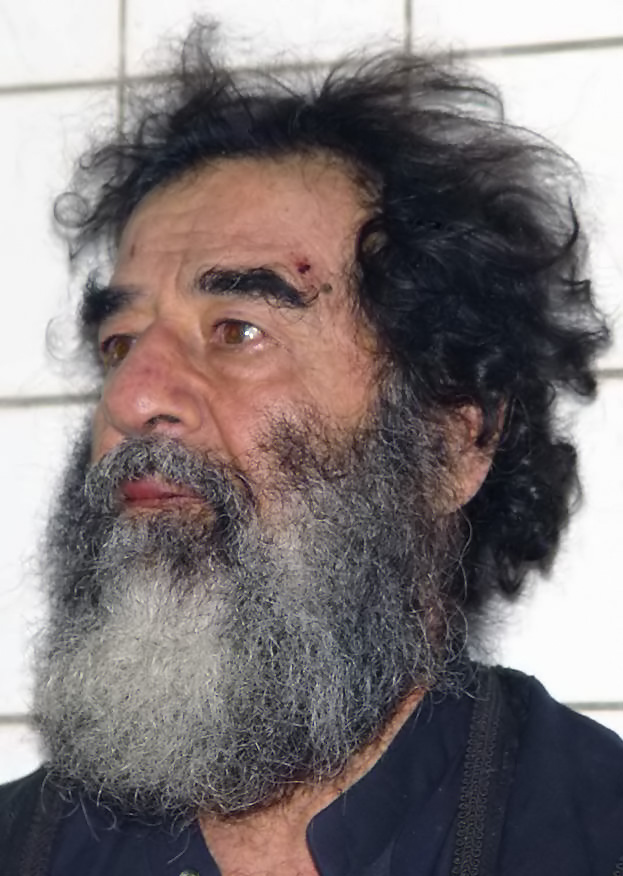
Saddam Husajn krótko po pojmaniu, 14 grudnia 2003

Pojmanie było pierwszym krokiem do procesu sądowego, który toczył się przed powołanym specjalnie do tego celu trybunałem, któremu przewodniczył Szalam Szalabi. Proces rozpoczął się 19 października 2005. 5 listopada 2006 Saddam Husajn, któremu postawiono zarzut spowodowania masakry 148 szyitów z Dudżailu, został skazany przez iracki Trybunał Narodowy nieprawomocnym wyrokiem na karę śmierci przez powieszenie na szubienicy. Organizacje broniące praw człowieka wskazywały już od dawna, że w państwach tego regionu oskarżony jest notorycznie pozbawiany prawa do sprawiedliwego procesu. Wykazywały one, że sąd skazujący Husajna kontynuował te same praktyki, które były stosowane w czasach jego reżimu. Skrytykowano także sam wyrok kary śmierci. Iracki sąd apelacyjny 26 grudnia podtrzymał wyrok Trybunału; zgodnie z irackim prawem (wprowadzonym jeszcze przez samego Husajna) wyrok wykonany być musiał w ciągu 30 dni od tej daty. Przygotowania do egzekucji zakończone być miały – według amerykańskiej telewizji CNN powołującej się na źródła arabskie – przed 6:00 czasu irackiego (4:00 CET) 30 grudnia. Do egzekucji doszło o godzinie 6:07 czasu lokalnego. 31 grudnia o 4:00 (02:00 czasu warszawskiego) został pochowany w swojej rodzinnej miejscowości Al-Audża, obok swoich synów zabitych w 2003.

## Rodzina Husajnów

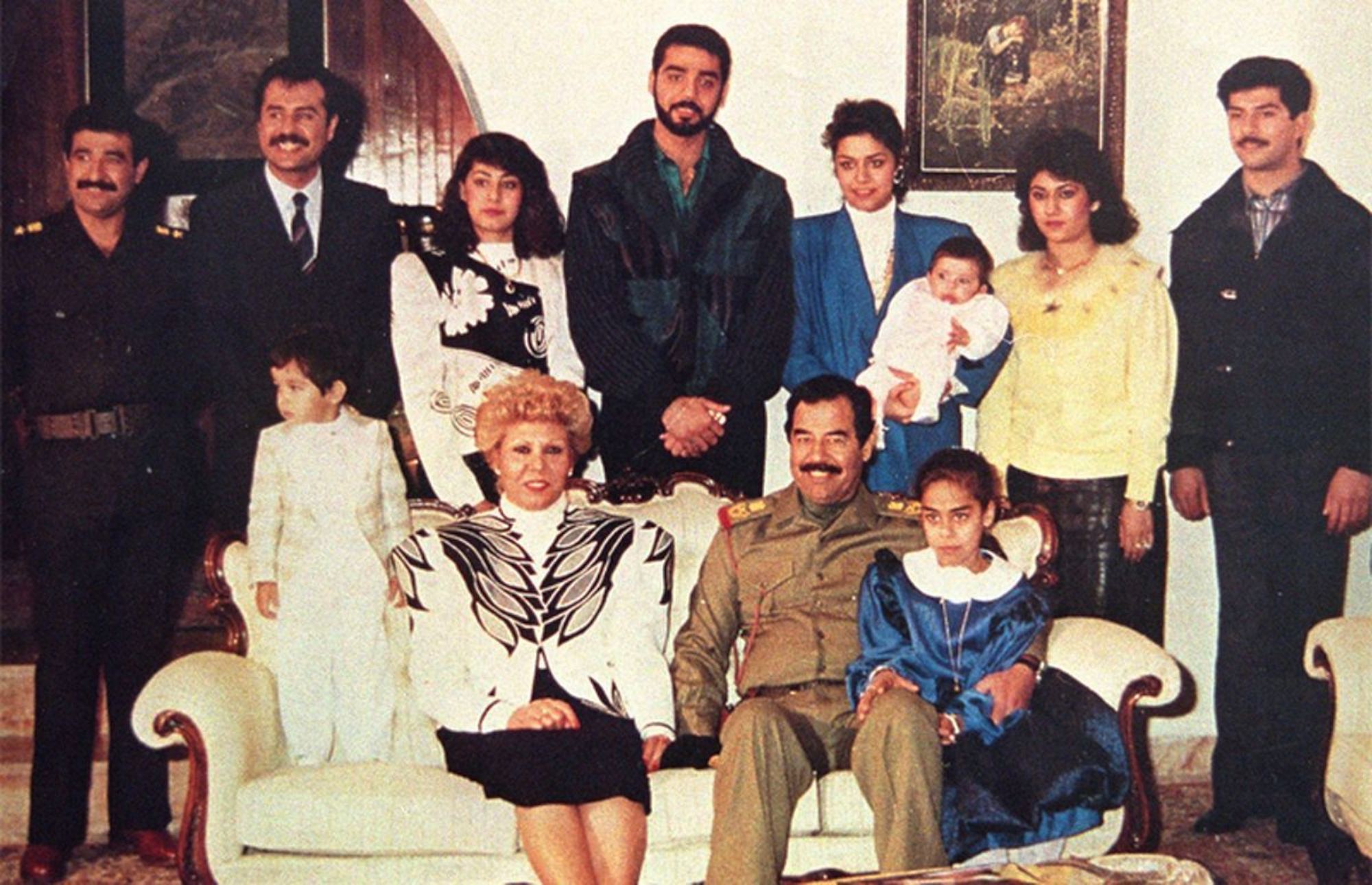
Rodzina Husajnów w 1995

Pierwszą żoną Husajna była jego kuzynka Sadżida (najstarsza córka wuja Chajr Allaha), para miała pięcioro dzieci – synów Udaja i Kusaja oraz córki Raghade, Rane i Hale. Rodzice zdecydowali o przyszłym ślubie już gdy Saddam miał pięć lat a Sadżida siedem. Przed ślubem Sadżida pracowała jako nauczycielka w szkołach podstawowych. Pobrali się w Kairze, gdzie Husajn studiował i mieszkał po nieudanym zamachu na al-Kasima. W ogrodzie jednego ze swoich pałaców Saddam własnoręcznie posadził najprzedniejsze białe róże, które nazwał imieniem Sajid i które bardzo cenił.
Historia drugiego małżeństwa Saddama zyskała szeroki rozgłos także poza Irakiem. W 1988 poznał żonę prezesa linii lotniczych „Irak Airways”. Jakiś czas później Saddam zaproponował jej mężowi, by dał żonie rozwód. Małżeństwie Saddama i kobiety sprzeciwiał się kuzyn i szwagier Saddama Adnan Chajr Allah, zajmujący w tym czasie stanowisko ministra obrony. Wkrótce po jej śmierci w katastrofie lotniczej trzecią żoną prezydenta Iraku została w 1990 Nidala al-Hamdani.
Jesienią 2002 iracki przywódca ożenił się po raz czwarty, biorąc za żonę 27-letnią Iman Huwejsz, córkę ministra przemysłu obronnego kraju. Ceremonia ślubna była dosyć skromna, odbyła się w wąskim kręgu przyjaciół. Ponadto, ze względu na ciągłe zagrożenie operacjami wojskowymi prowadzonymi przez USA przeciwko Irakowi, praktycznie nie mieszkał ze swoją ostatnią żoną.
W sierpniu 1995 w rodzinie Husajna wybuchł skandal. Rodzeni bracia Husajn Kamel i pułkownik Straży Prezydenckiej Saddam Kamel, siostrzeniec Ali Hassan al-Majid, ze swoimi żonami – córkami prezydenta Raghad i Rana nieoczekiwanie uciekli do Jordanii. Tam opowiedzieli ekspertom ONZ wszystko, co wiedzieli o sytuacji politycznej w kraju i tajnych pracach Bagdadu nad stworzeniem broni masowego rażenia. Obiecał swoim zięciom ułaskawienie w sytuacji koniecznego powrotu do kraju. W lutym 1996 Saddam Kamel i Husajn Kamel z rodzinami wrócili do Iraku. Po kilku dniach ogłoszono wiadomość, że rozgniewani krewni rozprawili się ze „zdrajcami”, a później z ich najbliższymi krewnymi.
W czasie rządów Saddama, informacje o rodzinie prezydenckiej znajdowały się pod ścisłą kontrolą. Dopiero po obaleniu Husajna w sprzedaży znalazły się domowe filmy wideo z jego życia prywatnego. W latach rządów najbliżsi byli mu synowie, Udaj i Kusaj. Starszy z synów, Udaj uznawany był za zbyt delikatnego w rezultacie na rolę następcy przygotowano Kusaja. 22 lipca 2003 na północy Iraku w czasie czterogodzinnej bitwy z amerykańskim wojskiem zginęli zarówno Udaj i Kusaj. Wraz z nimi zginął wnuk Saddama, syn Kusaja – Mustafa. Niektórzy krewni obalonego prezydenta otrzymali azyl polityczny w krajach arabskich. Od tej pory Saddam długo nie widział swojej rodziny, ale przez swoich prawników wiedział, jak i co się z nimi działo. Kuzyn i szwagier Arszad Jasin, był osobistym pilotem i ochroniarzem Husajna. Inny kuzyn, Ali Hasan al-Madżid pełnił funkcje m.in. ministra obrony i spraw wewnętrznych.

## Światopogląd

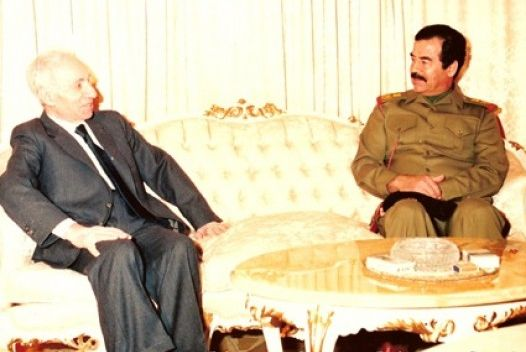
Ideolog partii Baas Michel Aflak w trakcie rozmowy z irackim przywódcą w 1988

Husajn podobnie jak inni iraccy baasiści w swoim programie większy nacisk kładł na realizację idei jedności arabskiej niż na budowę socjalizmu. Miało to związek z separatystycznymi dążeniami irackich Kurdów. Socjaliści byli w partii w mniejszości, a ich postulaty dochodziły do głosu okazjonalnie wtedy, gdy baasistom potrzebne było poparcie partii komunistycznej. W ten sposób w 1969 partia ogłosiła dążenie do reformy rolnej i kolektywizacji rolnictwa, obrony praw robotników i chłopów. W 1974 za podstawy ideologii partii uznano dalsze dążenie do jedności arabskiej, rozwój struktur partyjnych i kształcenie jej członków, przygotowanie do budowy socjalizmu, ustalenie równowagi między wzmacnianiem Iraku jako bazy rewolucji i dążeniem do jednoczenia Arabów w jednym państwie, demokratyczne rozwiązanie problemu kurdyjskiego. Powrót do klasycznych haseł baasizmu nastąpił w Iraku w czasie wojny iracko-irańskiej, chociaż i tu wystąpiły znaczące różnice: akcentowanie roli religii (coraz silniejsze), wyeksponowanie znaczenia narodu kosztem koncepcji socjalistycznych, pochwała prywatnej inicjatywy. Równocześnie Husajn ogłosił się Przywódcą Konieczności, co oznaczało uznanie go za najwybitniejszego interpretatora baasizmu w Iraku, a zatem zezwolenie na jednoosobowe ustalanie przez niego ideologii państwowej niezależnie od jej pierwotnego brzmienia.
Krytyczny wobec ortodoksyjnego marksizmu. Sprzeciwiał się koncepcji walki klas, dyktatury proletariatu i ateizmu państwowemu oraz poglądom marksizmu-leninizmu. Saddam uważał, że rządy marksistowskie mają charakter burżuazyjny, natomiast partia Baas jest ludowym ruchem rewolucyjnym. Mimo to, ze względu na duch niezależności narodowej, wyrażał podziw wobec przywódców komunistycznych tj. Fidela Castro, Hồ Chí Minha czy Josipa Broz Tito.

### Poglądy religijne

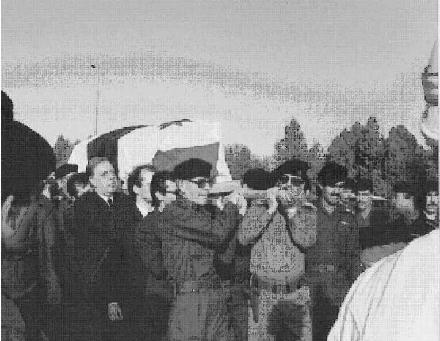
Husajn i Izzat Ibrahim ad-Duri podczas pogrzebu Michela Aflaka, 1989

Wyznawał islam sunnicki, modlił się pięć razy dziennie, spełniał wszystkie przykazania, a w piątki chodził do meczetu. W sierpniu 1980, w towarzystwie ważnych członków kierownictwa kraju, wybrał się na pielgrzymkę do Mekki. Świat arabski transmitował kronikę odwiedzin Mekki, gdzie w towarzystwie następcy tronu Arabii Saudyjskiej Fahda, ubrany w białe szaty Husajn odbył rytualne okrążenie Al-Kaby.
W 1997 zlecił napisanie kopii Koranu przy użyciu własnej krwi, prace nad nią ukończono w 2000. Nie patrząc na swoją sunnicką przynależność, przyjmował duchowych przywódców szyitów, odwiedzał szyickie meczety, wydawał ze swoich środków osobistych duże sumy na rekonstrukcję świętych miejsc szyitów.

## Życie prywatne
Miał 188 centymetrów wzrostu, był powszechnie uznawany za osobę atrakcyjną. Ubierał się elegancko i dbał o siebie, zalecając to też osobom z jego otoczenia. Nawet w trakcie obrad Rady Dowództwa Rewolucji potrafił wyjść w celu oddania się kąpieli i powrócić na nie zrelaksowany.
Wstawał wcześnie rano. Pracował przy pracach natury papierkowej nawet po szesnaście godzin w ciągu dnia. Spał krótko na niewielkiej, wojskowej pryczy. Utrzymywał solidny porządek. Weryfikował przedstawiane mu w raportach informacje u niezależnych źródeł. Obiad jadł najczęściej o godzinie trzynastej a zdarzało się, że w uczcie towarzyszyli mu jego współpracownicy. Do wojny w Zatoce Perskiej przywódca pływał łódką po rzece Tygrys, a także w basenie. Stan zdrowia Saddama pogorszył się po 1991, wtedy oddawał się długim spacerom. W pewnym okresie został zmuszony do zaprzestania aktywności fizycznej z powodu walki z chorobą kręgosłupa. Wtedy też korzystał z usług pochodzącego z Polski ortopedy dr. Palucha (który wcześniej leczył generała Wojciecha Jaruzelskiego). Po spacerach urzędował w biurze, po godzinie 22.00 spotykał się z przyjaciółmi, a także współpracownikami, niekiedy spotkania trwały do samego ranka. W obawie przed zamachem spał w wielu miejscach m.in. w farmach pod stolicą kraju.
Dużo czytał. Ulubionymi książkami Husajna były te poświęcone Józefowi Stalinowi i brytyjskiemu premierowi Winstonowi Churchillowi, którego to styl podobno miał fascynować przywódcę Iraku. Z sympatii do Churchilla mogła się wziąć jego sympatia do cygar (które często otrzymywał od swojego przyjaciela, a zarazem przywódcy Kuby, Fidela Castro). W jego zrujnowanych pałacach Amerykanie znaleźli tysiące tomów literatury klasycznej w różnych językach, dzieła historii i filozofii. Według nieoficjalnych danych, wśród swoich książek najwięcej preferencji dał powieści Hemingwaya „Stary człowiek i morze”. Według informacji ludzi chroniących irackiego przywódcę, lubił oglądać film „Ojciec chrzestny” oraz pozycje z serii filmów o agencie Jamesie Bondzie i słuchać piosenek Franka Sinatry.
Pisał wiele przemówień, w których często używał wielu metafor i porównań utrzymanych w literackim stylu. W Londynie w 2001 r. ukazała się w języku arabskim książka Zabiba i król, która nie zawierała podanej nazwy autora. CIA zaangażowało się w działania na rzecz sprawdzenia tego czy zgodnie z plotkami autorem tej książki miał być iracki prezydent, jak wykazały badania CIA było to bardzo prawdopodobne. Podobno napisał też inną książkę, Forteca.
W okresie rządów posiadał w telewizji własny program chętnie oglądany przez obywateli. Często żartowano, że świecki lider Iraku pokonał popularnością niezwykle często oglądane w krajach arabskich programy z recytacją lub czytaniem Koranu. W programie tym często żartował, w tym z samego siebie.
Według danych magazynu „Forbes” z 2003 r. na liście najbogatszych władców świata dzielił trzecie miejsce z księciem Liechtensteinu Hansem-Adamem. Palmę pierwszeństwa oddał jedynie królowi Arabii Saudyjskiej Fahdowi i sułtanowi Brunei. Jego osobisty majątek szacowano na 1,3 miliarda dolarów. Po obaleniu jego rządu, minister handlu w rządzie przejściowym Iraku, Alli Allawi podał kwotę 40 miliardów dolarów, dodając, że Husajn miał rzekomo otrzymywać 5% przychodów z eksportu krajowej ropy naftowej.

## W kulturze
Saddam Husajn został pozytywnie upamiętniony w utworze pt. „Saddam Husajn”, znanym także pt. „Bohater”, nagranym i wydanym w 1991 przez polski zespół Sztorm 68.

## Odznaczenia
- Order Dwóch Rzek (1991)[174]
- Order José Martí (Kuba, 1978)[175]
- Krzyż Wielki Orderu Izabeli Katolickiej (Hiszpania, 1974)[176]
- Łańcuch Orderu Zasługi Cywilnej (Hiszpania, 1978)[177]